# Nicolae Timofti
Pour les articles homonymes, voir Timofti.
Nicolae Timofti est un homme d'État moldave, né le 22 décembre 1948 à Ciutulești (RSS moldave). Il est président de la république de Moldavie de 2012 à 2016.

## Biographie

### Origines et vie privée
Lors du pacte Hitler-Staline, qui donne la Bessarabie à l'URSS, son grand-père, Tudor Timofti, est déporté en 1940 avec sa famille dans les mines du Donbass, parce qu'il faisait partie des moldaves parlant mal le russe, donc suspects. N'étant pas anticommuniste et n'ayant pas eu d'activité politique à l'époque de la monarchie roumaine, il est autorisé à rentrer en RSS moldave en 1946, pas dans son village natal de Gotești (raion de Cantemir), mais à Ciutulești (raion de Florești), avec sa famille dont son fils Vasile Timofti, agriculteur kolkhosien, qui y épouse Elena Bujac originaire du village de Ciobalaccia (raion de Cantemir). Le 6 juillet 1949, le MVD (police politique soviétique) se "souvient" de Tudor Timofti qui est à nouveau déporté avec son épouse et ses quatre enfants en Sibérie, dans l'oblast de l'Amour, où il meurt în 1953. Lors de la déstalinisation, la famille Timofti emménage à Florești en République socialiste soviétique moldave. Elena et Vasile Timofti y élèvent cinq enfants dont Nicolae qui, après ses études, devient en 1964 fonctionnaire de la voirie du raion de Florești, et en 1967 des Eaux et Forêts. Puis Nicolae Timofti étudie le droit à l'université d'État de Moldavie (1967-1972). Pendant son service militaire dans l'Armée rouge (1972-1974), il est envoyé en Allemagne de l'Est et passe lieutenant-major.
Son épouse, Margareta Timofti, est cadre conservatrice à la Bibliothèque nationale pour la jeunesse Ion Creangă de Chișinău. Le couple a trois enfants : Alexis (né en 1977), qui a étudié le droit et est devenu avocat, Nicolae (né en 1980), commentateur sportif sur Prime TV, et Ștefan (né en 1989), footballeur professionnel dans le club Olhionia.

### Carrière professionnelle
En 1974-1976, Nicolae Timofti fut consultant au ministère de la justice de la République socialiste soviétique moldave. Le 11 avril 1976, il est nommé juge du secteur Frunze de Chișinău. Il rejoint, le 10 avril 1980, la Cour suprême. En cette qualité, il fait partie en 1987, des juges du dissident Gheorghe David. En juin 1990, il est élu vice-président du Conseil supérieur de la magistrature, représentant le collège des juges. En 1996, lors de la réforme du système juridique, il est nommé président de la Cour d'appel de Chișinău et assure cette fonction jusqu'en 2001.

### Élection à la présidence de la République
Président de l'Association des juges moldaves, depuis 1996, ainsi que président du Conseil supérieur de la magistrature, il est élu président de la République le 16 mars 2012 par 62 voix, soit une de plus que la majorité requise au Parlement.
Son élection intervient après trois ans de crise politique, alors que l'Alliance pour l'intégration européenne dispose d'une majorité absolue au Parlement depuis la défaite des communistes aux élections de juillet 2009. Toutefois, l'élection du président nécessite une majorité des trois-cinquièmes, dont la coalition ne disposait pas. Un référendum a lieu en septembre 2010 pour élire le président au suffrage universel, mais le taux de participation n'atteint pas la barre des 33 % pour qu'il soit validé. Les élections de 2010 ne changent pas la donne et l'élection d'un président issu de la coalition échoue plusieurs fois. Ainsi, l'élection de Nicolae Timofti est un compromis et est rendue possible par la défection de trois députés du Parti des communistes qui ont rejoint la coalition.
Le Parti des communistes conteste immédiatement cette désignation au motif que le Parlement aurait dû être dissous faute d'avoir procédé à l'élection d'un président dans le délai imparti. Le 19 mars, la Cour constitutionnelle confirme la légalité de l'élection de Timofti qui entre en fonction et prête serment le 23 du même mois.

### Président de la République
En politique extérieure, Nicolae Timofti a pour objectifs l'intégration de son pays à l'Union européenne, de nouer un rapprochement avec la Roumanie et d'obtenir le retrait des troupes russes de Transnistrie. Il n'est pas favorable à l'intégration politique de son pays dans l'Union économique eurasiatique comme le souhaite Moscou. En réaction, les autorités russes ont nommé Dmitri Rogozine, politicien russe célèbre pour son ultranationalisme, au poste de représentant spécial du président russe pour la Transnistrie.